# Power Players
Power Players е компютърно анимиран телевизионен сериал, създаден от Джеръми Заг и е разработен от Man of Action. Сериалът е копродукция между Zagtoon и Method Animation, в копродукция с France Télévisions, Planeta Junior, и WDR, с участието на Cartoon Network, Globosat, и Discovery Latin America.
Премиерата на сериала се излъчва в Съединените щати на 21 септември 2019 г. по Cartoon Network. През март 2020 г. повторенията на сериала се излъчват по Boomerang и Netflix.
В България сериалът се излъчва по Cartoon Network през 2020 г.